# Apocalipsis: la Segunda Guerra Mundial
Apocalipsis: la Segunda Guerra Mundial (francés: Apocalypse, la 2e Guerre mondiale) es una serie de seis documentales franceses de 2009 dirigidos por Daniel Costelle e Isabelle Clarke sobre la Segunda Guerra Mundial. La música del documental fue compuesta por Kenji Kawai.
La serie relata el descomunal conflicto entre el Eje y los Aliados a través del trágico destino de quienes fueron a la guerra (soldados), quienes la dirigieron (políticos y militares) y quienes la sufrieron (civiles). Esta «horrible aunque familiar» guerra es el conflicto armado más grande y sangriento de la historia universal, responsable de la muerte de más de 60 millones de personas en todo el mundo.

## Producción
La serie fue producida de forma conjunta por CC&C y ECPAD y se compone exclusivamente de imágenes reales de la guerra filmadas por corresponsales de guerra, soldados, combatientes de la resistencia y ciudadanos privados. La serie se muestra en color, con el metraje en blanco y negro completamente coloreado, salvo algunas imágenes en color originales. La única excepción al tratamiento son la mayoría de las escenas del Holocausto, que se presentan en blanco y negro original.

## Emisión
Se emitió por primera vez del 20 al 27 de agosto y el 3 de septiembre de 2009 en la RTBF belga de habla francesa, luego el 23 y 30 de agosto y el 6 de septiembre en el TSR suizo de habla francesa y finalmente del 8 al 22 de septiembre en el canal France 2. Fue narrado en francés por el actor y director Mathieu Kassovitz. El documental se mostró en el Smithsonian Channel en los Estados Unidos, donde fue narrado por el actor Martin Sheen, en National Geographic Channel y Channel 4 en el Reino Unido, donde fue narrado por el actor Jonathan Booth, Canadá, Países Bajos, Polonia, Australia, Rumania y Asia, en YLE Teema en Finlandia, en Rete 4 en Italia, en IBA, el canal público nacional en Israel, en RTP2, el canal público nacional en Portugal, y en La 2, el canal público nacional de España.

## Episodios
| # | Título               | Contenido |
| - | -------------------- | --- |
| 1 | «Agresión»           | (1933-1939): El surgimiento del nazismo, la campaña de Polonia y la falsa guerra.                                                                         |
| 2 | «Derrota aplastante» | (1940): La caída de Dunkerque, la Batalla de Francia y la Batalla de Inglaterra.                                                                          |
| 3 | «El estallido»       | (1941): La invasión de Yugoslavia, la campaña de Grecia, la batalla de Creta, el sitio de Leningrado, la Operación Barbarroja y la guerra en el desierto. |
| 4 | «La conflagración»   | (1941-1942): En la URSS; las batallas de Smolensk y Moscú, la Operación Fall Blau. En el Pacífico; Pearl Harbor, Midway y Guadalcanal.                    |
| 5 | «El cerco»           | (1942-1944): La batalla de Stalingrado, El-Alamein, la campaña de Italia y Kursk.                                                                         |
| 6 | «Infierno»           | (1944-1945): La liberación de Francia e invasión de Alemania, los bombardeos atómicos sobre Japón y la rendición total del Eje.                           |